# Андреа Грітті
Андреа Грітті (італ. Andrea Gritti, Бардоліно , 17 квітня 1455 - Венеція, 28 грудня 1538) —  торговець, дипломат, політик, 77-й венеційський дож.

## Життєпис
Належав до давнього патриціанського роду з Альтіно, відомого з часів Венеційського дукату. Грітті народився в сім'ї Франческо Ґрітті та Віенни Дзане.  Після смерті батька, опікуном Андреа був призначений його дід Тріадано, впливова людина у Венеційській республіці. Здобув освіту в Падуанському університеті. Супроводжував діда у посольствах до Англії, Франції та Іспанії. Його мати у 1460 році вийшла заміж за Джакомо Маліп'єро.
В двадцять один рік одружується з Бенедеттою Вендрамін (донькою Луки і небогою дожа Андреа Вендраміна), яка померла в тому ж році при родах його єдиного законного сина Франческо.
Після смерті дружини  переїжджає в Константинополь, столицю Османської імперії. Живе в Пера з жінкою гречанкою, від якої має четверо позашлюбних дітей: Алвізе, Джорджо, Лоренцо і П'єтро. За підтримки двоюрідного діда Баттисти Ґрітті займається з великим успіхом торгівлею, в основному зерном, спільно з генуезцем Панталео Корезі.
Тут він стає близьким другом  великого візира Герсеклі Ахмед-паші , зятя султана Баязида II. Для європейців він стає посередником у контактах з владою, а також відстоює інтереси венеційців, очолюючи тамтешню громаду. У 1492 році венеціанського байло в Константинополі, Джироламо Марчелло, було вигнано за звинуваченням у шпигунстві. Посада залишалася вакантною, і Грітті взяв на себе завдання представляти Венецію при османському дворі. З огляду на можливий початок війни він використовував своє комерційне листування, надіслане через Корфу та дубровницького купця Миколу Гондулича, для передачі закодованої інформації до венеційського сенату щодо переміщень османського флоту та концентрації військ. У 1499 році в Константинополі Грітті потрапляє у в'язницю Замок семи веж за звинуваченням у шпигунстві, але уникає страти, завдяки його дружбі і зв'язкам, сплативши штраф у 2400 дукатів. Його звільняють через чотири роки.
У перших роках XVI сторіччя Грітті здійснює ряд представницьких і дипломатичних поїздок по країнах Європи. Так відіграв певну роль у переговорах та укладенні мирного договору з Османською імперією у грудні 1502 року, а потім взяв активну участь у прийомі османського посла Алі-бея та остаточному оформленні договору 20 травня 1503 року. Надалі увійшов до Малої ради від сестьєре Кастелло, а в 1505 році стає подеста Падуї. У жовтні того ж року очолив Раду десяти. 1508 року разом з Джорджо Корнеро стає генерал-проведитором, в обов'язки якого було насамперед покладено інспекцію за зведення укріплень на материковій частині (на Італійському півострові та в Істрії) Венеційської республіки. 
У 1509 році Андреа Грітті був обраний в прокуратори Базиліки Сан-Марко. Це призначення було привілеєм, яким володіло обмежене число венеційської знаті. З 1500 вояками він підкріпив венеціанського головнокомандувача Нікколо ді Пітільяно в Брешіано, а з 2000 солдатами вирушив на допомогу Кремоні. Брав участь у катастрофічній поразці венеційців у битві при Аньяделло проти французів 14 травня, але йому вдалося втекти до Брешії, несучи з собою прапор Святого Марка, який він пізніше присвятив церкві Санті Джованні е Паоло. За цим призначається  генерал-проведітором венеційських військ і командувачем залоги Тревізо. 19 липня відбив Падую, яку перед тим захопили французи. Він запровадив жорстке придушення антивенеційських політиків у Падуї, з арештами, стратами, конфіскацією майна та переселенням понад 300 осіб до Венеції.Далі Грітті відбиває у французів Брешію і Бергамо, і потрапляє в полон. У полоні він був відправлений у Париж, де йому вдалося домогтися розташування Людовика XII і схилити його на бік Венеції. Повернувшись на батьківщину, він приєднав військові сили республіки до французької армії і здобув нові перемоги над імперцями. 
До обрання дожем, він продовжував залишатися проведитором і в Камбрейскій лізі. . По закінченню війни у 1516 році він мав збитки у 24 тис. дукатів. 
Під час Чотирирічної війни. У 1521 року діяв спільно з французьким командувачем Оде де Фуа де Лотреком під час облог Брешії і Парми, а 1522 року — у битві при Біккоке. Того ж року призначається проведитором Арсеналу.
20 травня 1523 року Грітті (25 голосами з 41 у четвертому турі) обирається дожем. Вже 26 травня він заявив на Великій раді, що хоче заступитися за менш заможних патриціанських родин. Це, у свою чергу, дозволило йому зміцнити свою посаду, оскільки кожна знатна родина мала рівну вагу у Великій раді, а менш заможні серед них становили  значну більшість.

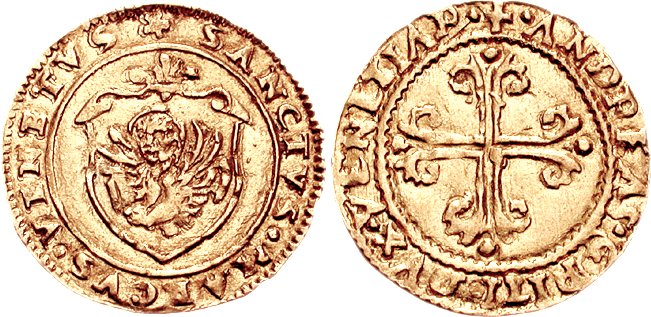
Золотий скудо Андреа Грітті

29 липня 1523 року укладає угоду з Карлом V, імператором Священної Римської імперії. Тим самим він виводить Венецію з Італійських воєн. У той же час він намагається зберегти нейтралітет Венеції в боротьбі між королем Франції Франциском I та імператором Карлом V, переконуючи їх звернути увагу на запобігання активності Османської імперії. 
1525 року придбав палаццо Пізані, який перейменував у палаццо Грітті. 1526 року Венеція доєдналася до Коньякської ліги. У 1527 році було відправлено флот у Іонічне море, де невдовзі захоплено більшість портових міст в Апулії, а потім порт Августа поблизу Сицилії й зрештою порт Неаполя. У 1529 році після сепаратного миру Франції довелося замиритися з імператором Карлом V, поступившись тому апулійськими містами, а Равенну та Червію передати папі римському Клименту VII.

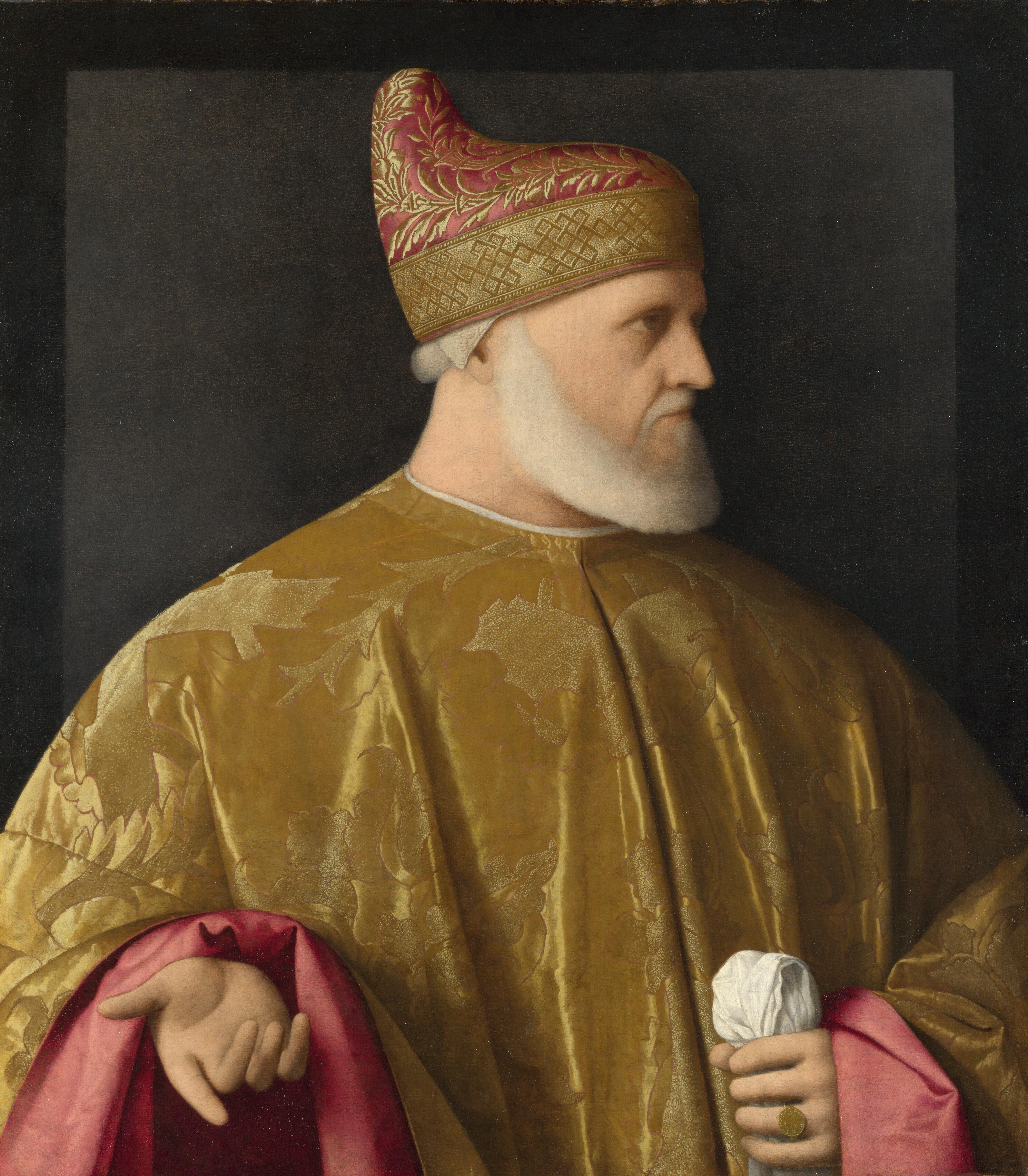
Вінченцо Катена. Портрет Андреа Грітті

У 1530 році Венеція відхилила прохання імператора Карла V переслідувати протестантизм, посилаючись на свободу громадян. 29 вересня 1534 року він дізнався про трагічну смерть свого сина Альвізе, що змусило його захотіти піти у відставку. 
Для збереження хиткого миру з турками  Андреа Грітті призначає свого сина Альвізе, народженого від невільниці під час його перебування венеційським послом в Константинополі, радником до великого візира Ібрагіма і султана Сулеймана. Але тим не менш, він так і не зміг запобігти нападу Сулеймана I на Корфу в 1537 році, що призвело до залучення Венеції у війну з турками. 
Підтримав залучення Венеції до Священної ліги, спрямованої проти Османської імперії. Влітку 1538 року османські війська захопили рештки островів в Егейському морі, де панували представники венеційських родин. Після чого Венеція втратила  Монемвасію і Нафпліон на Пелопоннесі, низку фортів в Далмації. За цим флот Священної ліги зазнав нищівної поразки у битві при Превезі.
Грітті час від часу порушував численні правила, що стосуються найвищої посади. Рада десяти рішуче заперечувала проти зустрічі наодинці з французьким послом Жаном Ланжаком. Він також читав офіційні листи, не порадившись щонайменше з двома радниками чи «мудрим», як того вимагалося. 6 грудня 1537 року йому було прямо нагадано про його присягу. Дож виступав за те, щоб Велика рада залишалася найвищою інстанцією, але саме Сенат і Рада десяти діяли як справжні центри влади. Щоб збалансувати знатні групи, представлені у Великій раді, Андреа Грітті виступав за те, щоб рішення цього величезного органу приймалися в Сенаті, де, як правило, зосереджувалися провідні родини.
1537 року вперше були призначені езекутори алля бестеммія, завданням яких було спостерігати та переслідувати відхилень від церковних догм. Спочатку центральну роль відігравали проституція, азартні ігри та неправомірні дії духовенства.

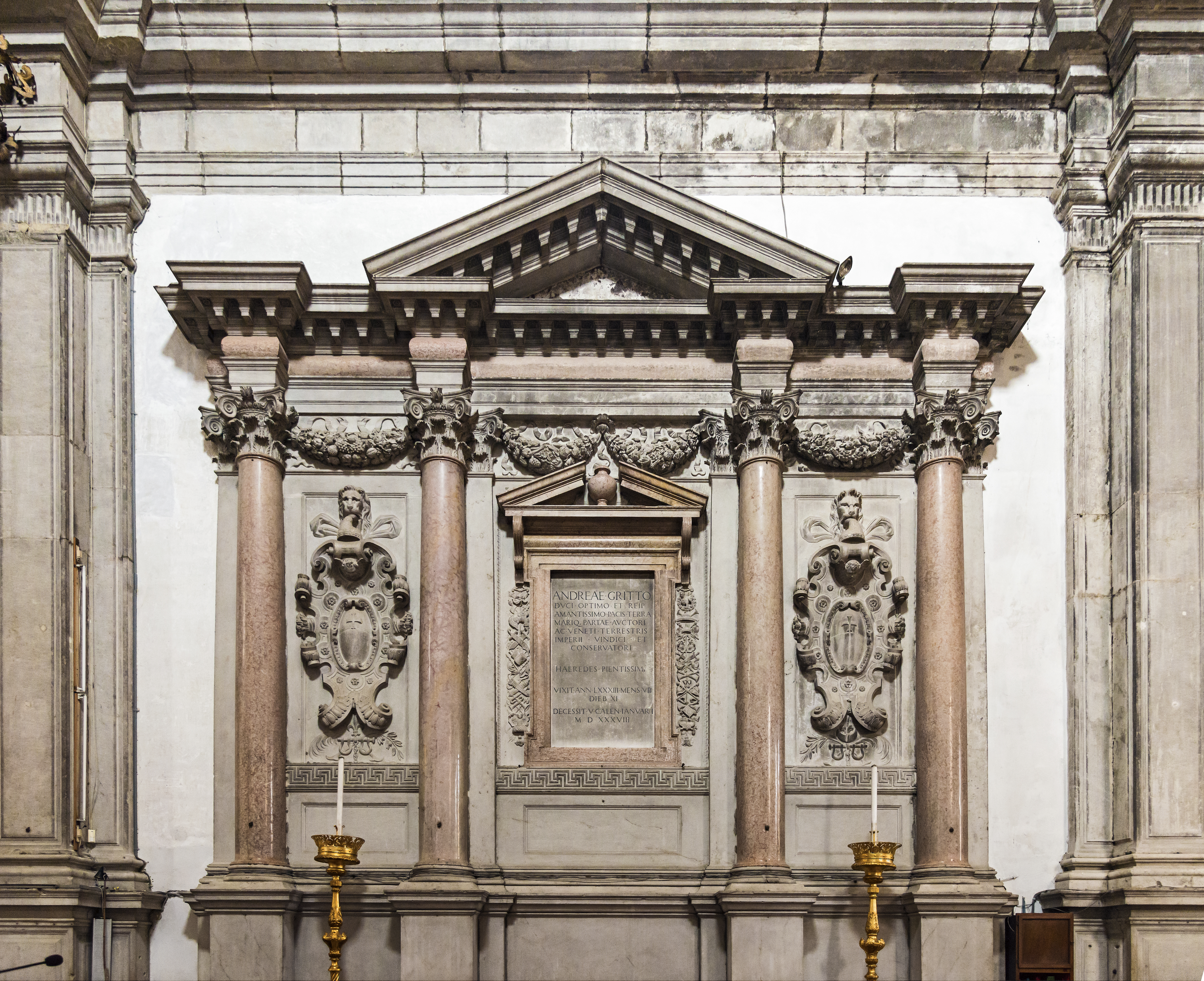
Його могила у Венеції.

Дож Андреа Грітті помер у 1538 році. Він був похований в церкві Сан-Франческо делла Вінья у Венеції.